# Cryphia albistigma
Cryphia albistigma är en fjärilsart som beskrevs av Moore 1867. Cryphia albistigma ingår i släktet Cryphia och familjen nattflyn. Inga underarter finns listade i Catalogue of Life.